# Урлук
У́рлук — село в Красночикойском районе Забайкальского края России. Административный центр сельского поселения «Урлукское».
Население — 1090 чел. (2021).

## География
Расположено на левом берегу реки Урлук (правый приток Чикоя) в западной части района недалеко от границы с Бурятией. До районного центра, села Красный Чикой — 89 км. В состав сельского поселения входит также село Усть-Урлук.

## История
Село основано в 1720-х годах сибиряками-охотниками.
По данным III ревизии (1762 год) в Урлуцкой волости проживало 293 государственных крестьян мужского пола, ко времени IV ревизии (1782 год) уже 402.
К концу XVIII века сюда переселились старообрядцы-семейские. В 1855 году село становится волостным центром Верхнеудинского округа, жители которого занимались земледелием и выращивали в основном пшеницу.
В Урлукскую волость ссылались участники польских восстаний: Константин Савичевский, Иероним
Гольштейн и Игнатий Пиора.
В 1893 году было открыто почтовое отделение. В 1896 году в селе было уже 613 дворов.
2 июня 1921 года в селе состоялся районный съезд. Для борьбы с наступающими отрядами Унгерна был сформирован 2-й чикойский партизанский отряд. Отряд состоял из 5 рот, 3 эскадронов, команды разведчиков, караульного взвода, хозяйственной команды, лазарета, следственной комиссии, лаборатории по изготовлению пуль и патронов. Начальник штаба отряда Спиридонов, комиссар отряда М. Назимов.

## Население
| 1926 | 1989  | 2002  | 2010  | 2021  |
| ---- | ----- | ----- | ----- | ----- |
| 4433 | ↘1963 | ↘1161 | ↗1417 | ↘1090 |

## Предприятия и культура
В селе действуют: СПК «Агрофирма Родина», хлебопекарня, пасека, отделение связи, филиал Красночикойского узла телекоммуникаций, участки предприятия электрических сетей и ДЭУ.
Имеются средняя общеобразовательная школа, музыкальное и художественно-ремесленное отделения Центра детской культуры, филиалы Центральной районной библиотеки и Центральной детской библиотеки, сельская участковая больница. При Доме культуры работает народный семейский Урлукский хор.
Так же в селе расположены Свято-Ильинский приход, памятник погибшим в годы Великой Отечественной войны, в окрестностях села находится Чикойский Иоанно-Предтеченский монастырь и памятник археологии Бильчир.

## Люди, связанные с селом
- Андрей Горюнов (1896—1941) — уроженец с. Урлук, участник гражданской войны, председатель Борзинского и Братского райисполкомов (1930—1932; 1934—1937 гг.).